# Atelopus carbonerensis
Atelopus carbonerensis é uma espécie de sapo da família Bufonidae. Ele é endêmico na Venezuela. Seu habitat natural são as florestas úmidas das montanhas em áreas tropicais e subtropicais e os rios. Está ameaçado pela perda do seu habitat